# Хърватско Загорие
Хърватското Загорие (на хърватски: Hrvatsko zagorje, [xř̩ʋaːtskɔː zǎːɡɔːrjɛ]) е историко-географска област в северна Хърватия.

## Общи сведения
Разположено е северно от столицата Загреб, като граничи на юг с планината Медведница, на запад и северозапад със Словения, на североизток с Меджимурието и на изток с областта Подравина. В административно отношение по-голямата част от Загорието е разположено в Крапинско-загорската жупания, а една по-малка част попада във Вараждинската. Почти по средата областта е разделена от верига хълмове в посока изток-запад. Повечето от тях са покрити с гори, а по склоновете на някои се отглеждат лозя.
По-големите градове в Загорието са Вараждин, Иванец, Крапина и Лепоглава. На територията на Хърватското Загорие попадат такива важни културни обекти като най-големият поклоннически център в страната Мария Бистрица и замъкът Тракошчан. Град Крапина се смята за културна столица на кайкавското наречие, диалект на хърватския език, който се говори в северните и северозападни части на Хърватия, по границата ѝ с Унгария, а така също и в Румъния. Ежегодно в Крапина се провежда фестивал на кайкавската песен, чието издание през 2018 г. е вече 53-то поред. 